# 公孫模
公孫 模（こうそん ぼ、生没年不詳）は、中国後漢末期の人物。

## 事績
遼東郡を支配した公孫康の配下。建安年間、公孫康は楽浪郡の南半分である屯有県以南を裂き、帯方郡を分置すると、公孫模・張敞らに三韓・濊を討伐させ、それら異民族を帯方郡に服属させた。